# Reto Feurer

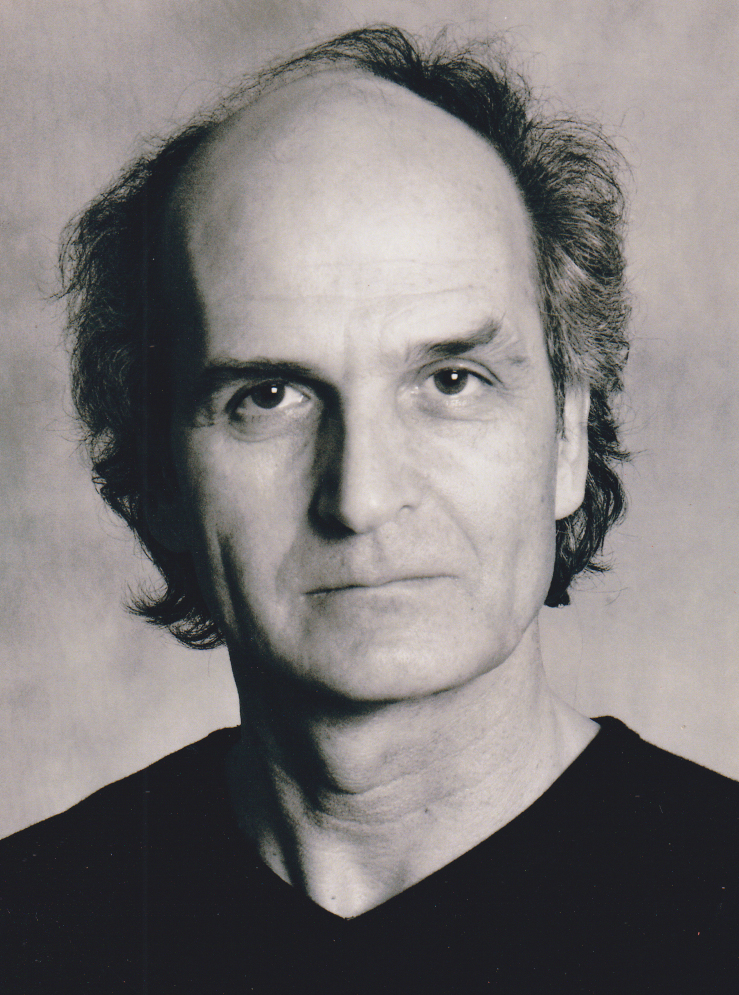
Reto Feurer (2002)

Reto Anton Feurer (* 6. Januar 1945 in Seilershof, Kreis Gransee) ist ein Schweizer Schauspieler, Kunsthistoriker und Antiquar.

## Leben
Reto Feurer wurde am 6. Januar 1945 als Sohn von Bruno Feurer (1916–1959), damaliger Sozialattaché beim Schweizer Generalkonsulat in München, und dessen Frau Anna, geb. Schmid (1920–1981) in Seilershof (Kreis Gransee) geboren.
In der Nachkriegszeit (1945 bis Anfang Februar 1953) wuchs er in München-Schwabing auf. Nach dem Besuch der Volksschule in München, Montreal/Kanada und St. Gallen besuchte Reto Feurer von 1957 bis zum frühen Tod seines Vaters das Jesuitenkolleg Stella Matutina in Feldkirch/Vorarlberg sowie ab Frühjahr 1959 das Gymnasium (Kantonsschule) im schweizerischen Zug. Nach der Matura 1964 absolvierte er den obligatorischen Militärdienst (Funkoffizier) und verbrachte 1967 einen dreimonatigen Studienaufenthalt in London, den ihm der 2.Preis bei einem Aufsatzwettbewerb des Schweizerischen Bankvereins ermöglicht hatte. Das Studium der Kunstgeschichte, Germanistik und Sprachwissenschaft an der Universität Zürich wurde mit einer Dissertation zum Thema „Wallfahrt und Wallfahrtsarchitektur“ abgeschlossen. Parallel zur akademischen Ausbildung durchlief Reto Feurer die privaten Schauspielschulen von Wolf Bosshard und Ellen Widmann in Zürich, wo sich auch erste Auftritte und Regieversuche am Studententheater ergaben. Nach festen professionellen Engagements an Schweizer Bühnen (Chur, Winterthur, Zürich) folgten seit 1969 solche in Deutschland (Münster, Wuppertal, München). Aus der 1972 mit Petronella Schmeer (1945–1997) geschlossenen Ehe gingen zwei Kinder hervor. Seit 1973 ist Reto Feurer als freiberuflicher Schauspieler bei Film und Fernsehen tätig und war u. a. auch bei Theatertourneen mit Maria Becker (Hildesheimer / Mary Stuart) und Christine Kaufmann (Wilde / Salome) engagiert.
Im Mai 1980 erfolgte die Gründung eines Versandantiquariats in Obing/Oberbayern mit den Schwerpunkten Literatur und Kunst des 20. Jahrhunderts, Karikatur-Cartoon-Bildergeschichte und Fotografie. Neben der Publikation von bisher 48 Katalogen und der Teilnahme an Antiquariatsmessen in Leipzig, Hamburg, München und Ludwigsburg hat sich das Antiquariat durch Zusammenstellung und Vermittlung großer Sammlungen profiliert, insbesondere der Schweizer Autoren Robert Walser (Standort: Herisau), Ludwig Hohl (Standort: Trogen) und Friedrich Glauser (Standort: Schweizerisches Literaturarchiv, Bern). Reto Feurer ist seit ihrer Gründung im Jahr 1996 Mitglied der Robert Walser-Gesellschaft.
Reto Feurer ist der Neffe von Jakob Feurer (1912–1999), dem Gründer des Schweizer Bauordens.

## Theaterrollen (Auswahl)
- 1967: Karion (Aristophanes / Plutos), Regie: Charles Lewinsky – Studententheater Zürich.
- 1969: Sosias (Jean Giraudoux / Amphitryon 38), Regie: Sepp Holstein – Stadttheater Chur (Theater Chur).
- 1969: Thomas (Max Frisch / Biografie), Regie: Markus Breitner – Stadttheater Chur.
- 1969: George Gibbs (Thornton Wilder / Unsere kleine Stadt), Regie: Albert Lichtenfeld – Stadttheater Chur.
- 1969: Junker Andreas Bleichwang (William Shakespeare / Was ihr wollt), Regie: Albert Lichtenfeld – Stadttheater Chur.
- 1969: Alexis Woinow (Albert Camus / Die Gerechten), Regie: Georg Arndt – Zimmertheater Münster (Wolfgang Borchert Theater).
- 1969: Darsteller (Raymond Queneau / Stilübungen: Autobus S), Regie: Georg Arndt / Ensemble – Zimmertheater Münster.
- 1970: Lot (Tennessee Williams / Königreich auf Erden), Regie: Klaus A. Hardt – Zimmertheater Münster.
- 1970: Anton Wuttig (Paul Pörtner / Scherenschnitt), Regie: Jürgen Lawrenz – Zimmertheater Münster.
- 1970: John Harker (Deane/Balderston nach Bram Stoker / Dracula), Regie: Klaus A. Hardt – Zimmertheater Münster.
- 1971: Len (Edward Bond / Gerettet), Regie: Peter Thomas Heydrich – Kammerspiele Wuppertal-Elberfeld.
- 1971: Meff (James Saunders / Ein Eremit wird entdeckt), Regie: Jochen Nix – Kammerspiele Wuppertal-Elberfeld.
- 1971: Bruder Martin (Kurt Lothar Tank / Candide, nach Voltaire), Regie: Horst Gnekow / Werner Baer – Städtische Bühnen Münster (Theater Münster).
- 1971: Maximilian (Krüger/Ludwig: Maximilian Pfeiferling), Regie: Knut Koch – Städtische Bühnen Münster.
- 1972: Erster Handwerksbursche (Georg Büchner / Woyzeck), Regie: Friedrich Siemers – Städtische Bühnen Münster.
- 1972: William Clarke (Fritz Hochwälder / Das heilige Experiment), Regie: Werner Baer – Städtische Bühnen Münster.
- 1972: Decius (William Shakespeare / Julius Caesar), Regie: Horst Gnekow – Städtische Bühnen Münster.
- 1972: Lucentio (Spewack/Cole Porter / Kiss me, Kate), Regie: Werner Baer – Städtische Bühnen Münster.
- 1972: Luke Grant (Ketti Frings nach Thomas Wolfe / Schau heimwärts, Engel), Regie: Horst Gnekow – Städtische Bühnen Münster.
- 1972: Brighella (Carlo Goldoni / Der Lügner), Regie: Werner Baer – Städtische Bühnen Münster.
- 1972: George Arthur Rose (Peter Luke / Hadrian VII.), Regie: Werner Baer – Städtische Bühnen Münster.
- 1973: Zimpel (Rolf Hochhuth / Die Hebamme), Regie: Knut Koch – Städtische Bühnen Münster.
- 1973: Cucurucu (Peter Weiss / Marat-Sade), Regie: Horst Gnekow – Städtische Bühnen Münster.
- 1973: Zyprian (Witold Gombrowicz / Yvonne, Prinzessin von Burgund), Regie: Jens Scholkmann – Städtische Bühnen Münster.
- 1974: Andrew (Wolfgang Hildesheimer / Mary Stuart), Regie: Robert Freitag – Die Schauspieltruppe Zürich.
- 1977: Der junge Syrier (Oscar Wilde / Salome), Regie: Albert Rueprecht – Schweizer Tournee-Theater, Basel.

## Filmografie (Auswahl)
- 1974: Mary Stuart[14][15] (Andrew), Regie: Robert Freitag / Ettore Cella
- 1975–1983: Aktenzeichen XY … ungelöst (11 Folgen)
- 1976: 21 Hours at Munich[16][17][18] (Salah), Regie: William A. Graham
- 1980: Cockpit II: Die Schlange (Bernd), Regie: Kurt Wilhelm
- 1980: Die Heimsuchung des Assistenten Jung[19] (Herrera), Regie: Thomas Schamoni
- 1984: Derrick – Angriff aus dem Dunkel, Regie: Jürgen Goslar
- 1986: Ein Stück Himmel: Licht über dem Wasser[20] (Dollater), Regie: Franz Peter Wirth
- 1992: Sterne des Südens: Spiel mit dem Feuer (Fluck), Regie: Berengar Pfahl
- 1995: Verbrechen, die Geschichte machten: Die neue Mordwaffe (Kucinski), Regie: Gunther Scholz
- 1999–2000: Streit um drei (2 Folgen), Regie: Michael G. Kiesselbach
- 2001: Polizeiruf 110: Fluch der guten Tat (Studioregisseur), Regie: Hans-Günther Bücking
- 2019: Blind Date (Herr Stabchen), Regie: Peter Ludwig[21]

## Hörspiele (Auswahl)
- 1978: Hans Rothe: Besonderes Kennzeichen: Kurzsichtig. Hörspiel um Georg Büchner (Schweizerischer Student) – Regie: Ulrich Lauterbach (Original-Hörspiel – BR/HR)
- 1986: Claus-Erich Boetzkes: Streng vertraulich (1. Teil) (Inspektor Durant) – Bearbeitung und Regie: Erwin Weigel (Originalhörspiel, Kriminalhörspiel, Science-Fiction-Hörspiel – BR)

## Diskografie
- 1971/72: Werner Baer: Hans im Glück oder Die Reise nach Elevenius (Ele) – Musik: Peter Janssens (Musical für Kinder, Städtische Bühnen Münster, Sonopress – 1004)
- 1972/73: Werner Baer: Pinocchio, ein Musical für Kinder (Rotbart der Theaterdirektor und 6 weitere Rollen) – Musik: Kurt Pahlen (Städtische Bühnen Münster, Sonopress – 1005)

## Bibliografie (Auswahl)
- 1968: Gotisches im Werk Duccios und Simone Martinis. (Typoskript)
- 1969: Die englischen Kapitelhäuser und verwandte Bauten. (Typoskript)
- 1969: Zum Problem der Flucht und Freiheit im dichterischen Werk von Alfred Andersch. (Typoskript)
- 1969: Die St.-Oswalds-Kirche in Zug. In: Heimat-Klänge, 49. Jg., Nr. 2–5.
- 1979: Bräkers Frömmigkeit. (Typoskript)
- 1980: Wallfahrt und Wallfahrtsarchitektur. Versuch einer Vergegenwärtigung des Fragenkomplexes. Diss., Zürich, Zentralstelle der Studentenschaft, 1980.
- 1982: Wallfahrtsarchitektur. In: Das Münster, Jg. XXXV, Heft 1.
- 1984: Weg-Weiser. In: Unterwegs. Religion in Kunst und Brauchtum. Ausst.-Kat., Zug, Kunsthaus, 1984.
- 1985: Monumentalität. Ansatz zu einem kritischen Verständnis. In: Grenzbereiche der Architektur. Festschrift Adolf Reinle. Basel, Birkhäuser, 1985.